# Médaille d'honneur agricole
La médaille d’honneur agricole est une décoration française, destinée à récompenser l'ancienneté des services effectués par toute personne salariée du secteur agricole ou des industries s'y rattachant, et tirant de cette occupation l'essentiel de ses ressources.
Elle ne doit pas être confondue avec le Mérite agricole qui est un ordre ministériel.
L'attribution de la Médaille d'honneur agricole est régie par le décret no 84.1110 du 11 décembre 1984, modifié par le décret no 2001-740 du 23 août 2001 et le décret no 2007-259 du 27 février 2007.

## Historique
La médaille d'honneur agricole a été créée le 17 juin 1890 par décret. Un nouveau décret du 2 mai 1928 a permis d'élargir le nombre de ses bénéficiaires en assimilant aux employés ou ouvriers agricoles une partie des travailleurs ruraux.
En 1948, à l'imitation de la Médaille d'honneur du travail, elle adopte une structure à quatre échelons : argent, vermeil, or et grand or.

## Bénéficiaires
- Les salariés, qu'ils soient ou non de nationalité française, travaillant en France pour des employeurs français ou étrangers, dans le secteur agricole ou les industries apparentées.
- Les salariés, qu'ils soient ou non de nationalité française, travaillant à l'étranger chez un employeur français, dans une succursale ou filiale dont le siège est en France, ou dans une entreprise étrangère et ce même si elle est régie par le droit étranger, à condition que les dirigeants soient français.

Ainsi formulé, le décret rend un grand nombre de personnes éligibles à cette décoration

## Grades et modalités d'attribution
Cette distinction est décernée deux fois par an à l'occasion du 1er janvier et du 14 juillet.
La Médaille d'honneur agricole comporte quatre échelons :
1. Argent (20 ans de service)
2. Vermeil (30 ans de service)
3. Or (35 ans de service)
4. Grand or (40 ans de service)

Argent (20 ans)
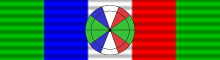
Vermeil (30 ans)
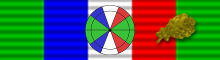
Or (35 ans)
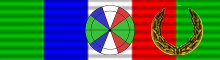
Grand or (40 ans)

## Conditions
- Elle est attribuée à la demande du salarié qui doit déposer un dossier gratuit auprès de la préfecture.

L'intéressé doit joindre au dossier :
1. Une demande remplie par l'employeur ou par le candidat, comportant le numéro SIRET du dernier employeur
2. Une photocopie d'une pièce d'identité (avec mention du nom d'épouse pour les femmes)
3. Les photocopies des certificats de travail de chaque employeur (avec cachet de l'entreprise) ou un document prouvant l'activité au sein de l'entreprise (attestation établie par deux témoins et visée par le maire).
4. Une attestation récente du dernier employeur mentionnant la date d'entrée dans l'établissement.
5. Pour les candidats désirant faire valoir des services militaires, un état signalétique complet des services ou une photocopie du livret militaire.
6. Le cas échéant, la photocopie du titre de pension concernant les accidents de travail ou maladies professionnelles.